# Lophosoma
Lophosoma is een geslacht van vlinders van de familie bloeddrupjes (Zygaenidae), uit de onderfamilie Procridinae.

## Soorten
- L. cuprea (Walker, 1856)
- L. quadricolor (Walker, 1856)